# Étang d'Aureilhan
Le lac ou étang d'Aureilhan se situe sur les communes d'Aureilhan et de Mimizan pour la plus grande partie de sa superficie, dans le département français des Landes. Il est bordé au nord par Sainte-Eulalie-en-Born sur environ 500 m et à l'est par Saint-Paul-en-Born.

## Présentation
D'une superficie de 331,723 1 hectares, l'étang d'Aureilhan s'étire sur près de 3,5 km et fait partie des grands lacs landais.
Il est alimenté par les ruisseaux d'Escource, du Plaisir, de Gentras, du Pont de la ville, de Capit, de Canteloup, de la Forge et reçoit aussi les eaux de tous les lacs du nord des Landes par la rivière Sainte-Eulalie (qui le relie à l'étang de Biscarrosse et de Parentis, lui-même alimenté par les eaux de l'étang de Cazaux et de Sanguinet par l'intermédiaire de l'Estanhót), ce qui a pour inconvénient l'apport important de sable en suspension et l'ensablement du plan d'eau. Son exutoire est le courant de Mimizan.
Sur ses berges de Mimizan s'élève le château Woolsack et la promenade fleurie a été aménagée sur 800 m. Un sentier pédestre de 12 km permet de réaliser le tour complet du lac.
Le tuc de Houns se situe non loin de la berge du côté de Saint-Paul-en-Born.

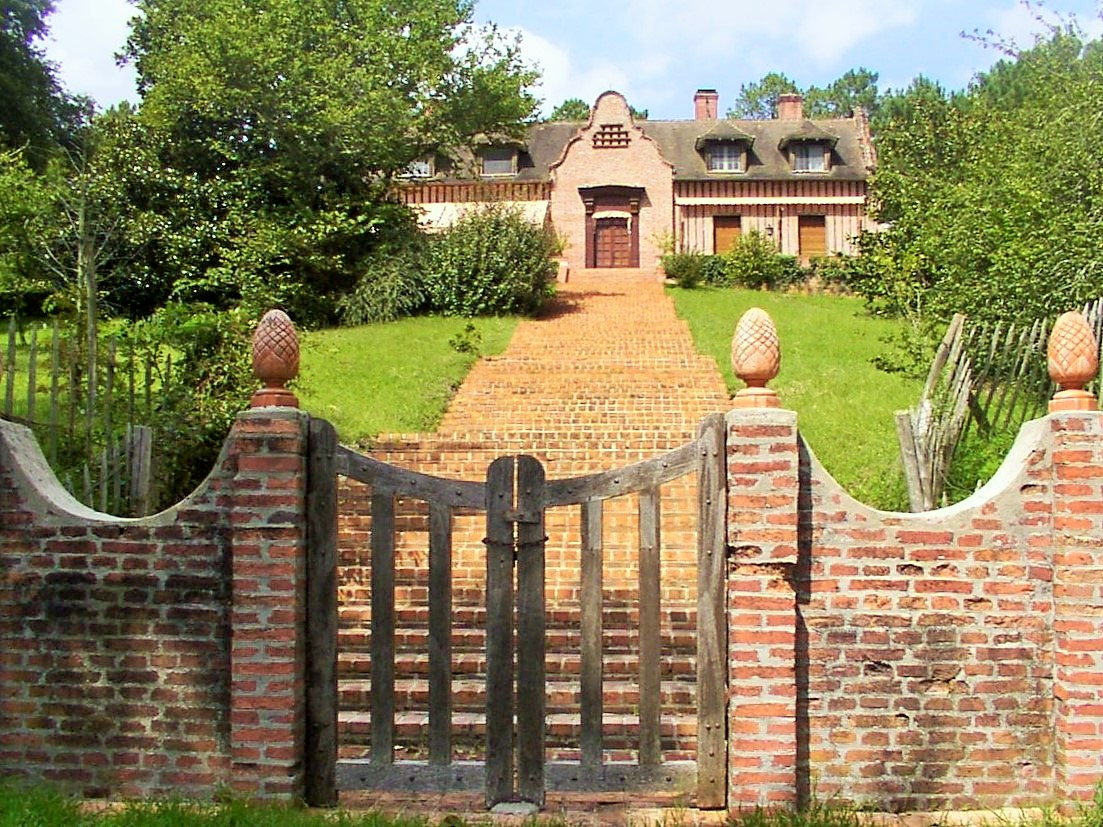
Château Woolsack
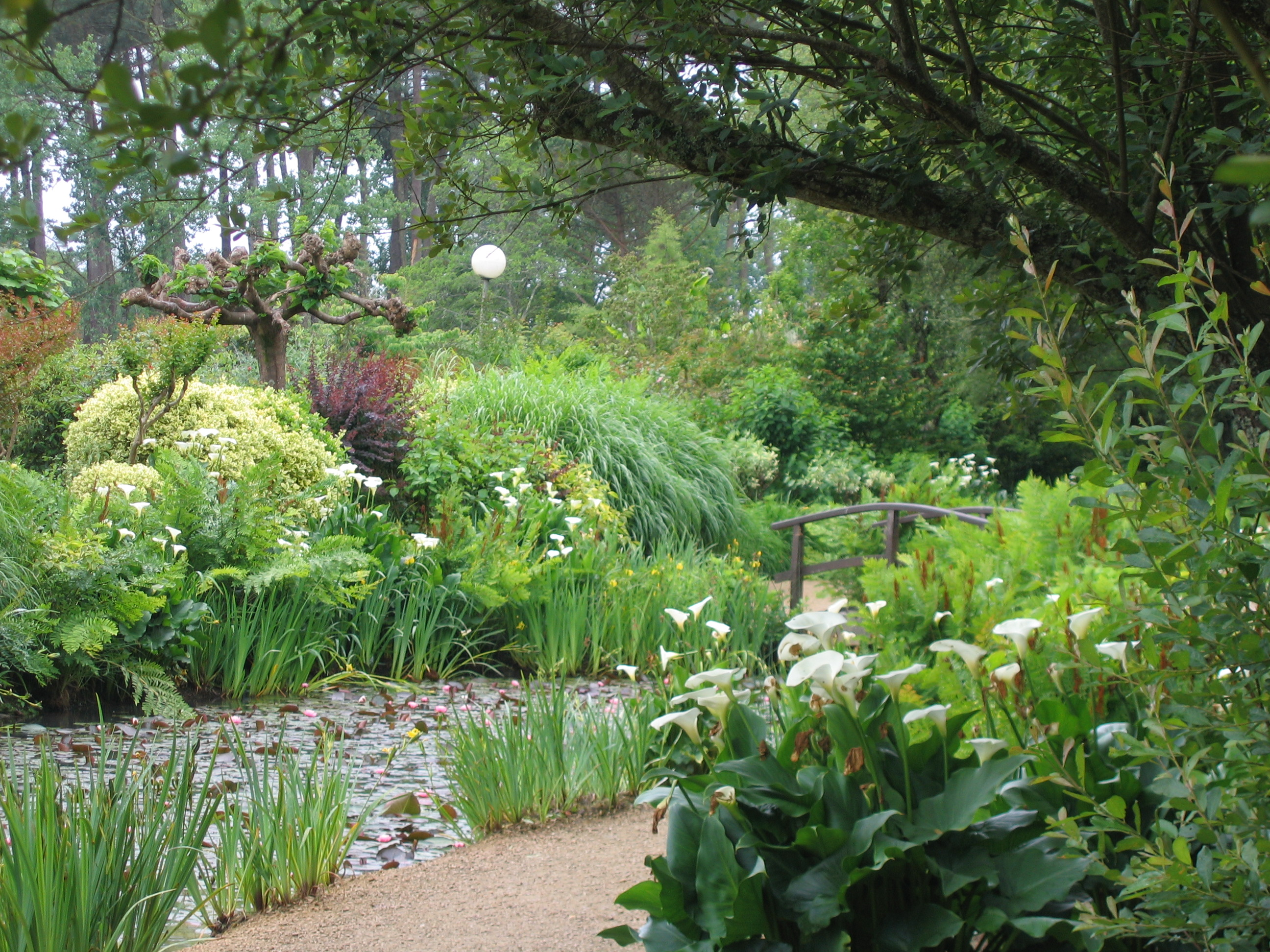
La promenade fleurie

### Historique
La présence de l'Homme sur le site est ancienne et antérieure à la formation de l'étang. Elle est attestée par la découverte dans les sables de dragage de l'étang de nombreux silex taillés et pointes de flèches du Néolithique (environ 6 000 ans av. J.-C.). Ces sites ont été recouverts progressivement lors de la montée des eaux pendant la formation des étangs, consécutive à la formation des dunes.
La formation des étangs landais le long de la côte aquitaine, dont le lac d'Aureilhan fait partie, est relativement récente. Elle résulte de la mise en place du système dunaire, établi, pour les dunes les plus anciennes, entre l'an 500 et 1000 de notre ère, et pour les plus récentes, à partir de l'an 1500 de notre ère. Le relief dunaire, qui a constitué progressivement un barrage pour l'écoulement des cours d'eau, est à l'origine des étangs qui se sont formés contre cet obstacle.
En 1801, la municipalité de Mimizan prie le gouvernement de faire fixer les dunes qui se précipitent d'une manière effrayante dans l'étang de Mimizan et font refluer les eaux sur les terres de l'intérieur et dans le courant.
En raison de l'ensablement du plan d'eau, la superficie de l'étang passe de 875 ha en 1813 à 331 ha aujourd'hui.
Dans le cadre de la mise en application de la loi du 19 juin 1857, on a un temps envisagé d’assécher l’étang, la commune d’Aureilhan y étant favorable afin de récupérer ainsi des parcelles cultivables. La commune de Mimizan finit par refuser.
Dans ses mémoires intitulés Mimizan-sur-Guerre, Marina Grey note que les ressources halieutiques de l'étang diminuent très sensiblement pendant l'Occupation allemande du 28 juin 1940 au 24 août 1944, et ceci pour deux raisons. La première est la pêche aux explosifs pratiquée par les Allemands pour nourrir leurs troupes basées à Mimizan. Ils jettent pour cela des grenades dans l'eau et récupèrent le cadavre des poissons morts flottant à la surface. La deuxième raison est l'interdiction de chasser les oiseaux d'eau, corollaire de la confiscation des armes de la population. Ces oiseaux se multiplient par conséquent et finissent d'épuiser les ressources halieutiques dont ils se nourrissent.
Aujourd'hui dans un cadre naturel exceptionnel au milieu de la forêt des Landes de Gascogne et au cœur du Pays de Born, le lac est aménagé pour les activités de détente comme pour la pratique d'activités nautiques et de pleine nature planche à voile, canoë-kayak, aviron, etc.

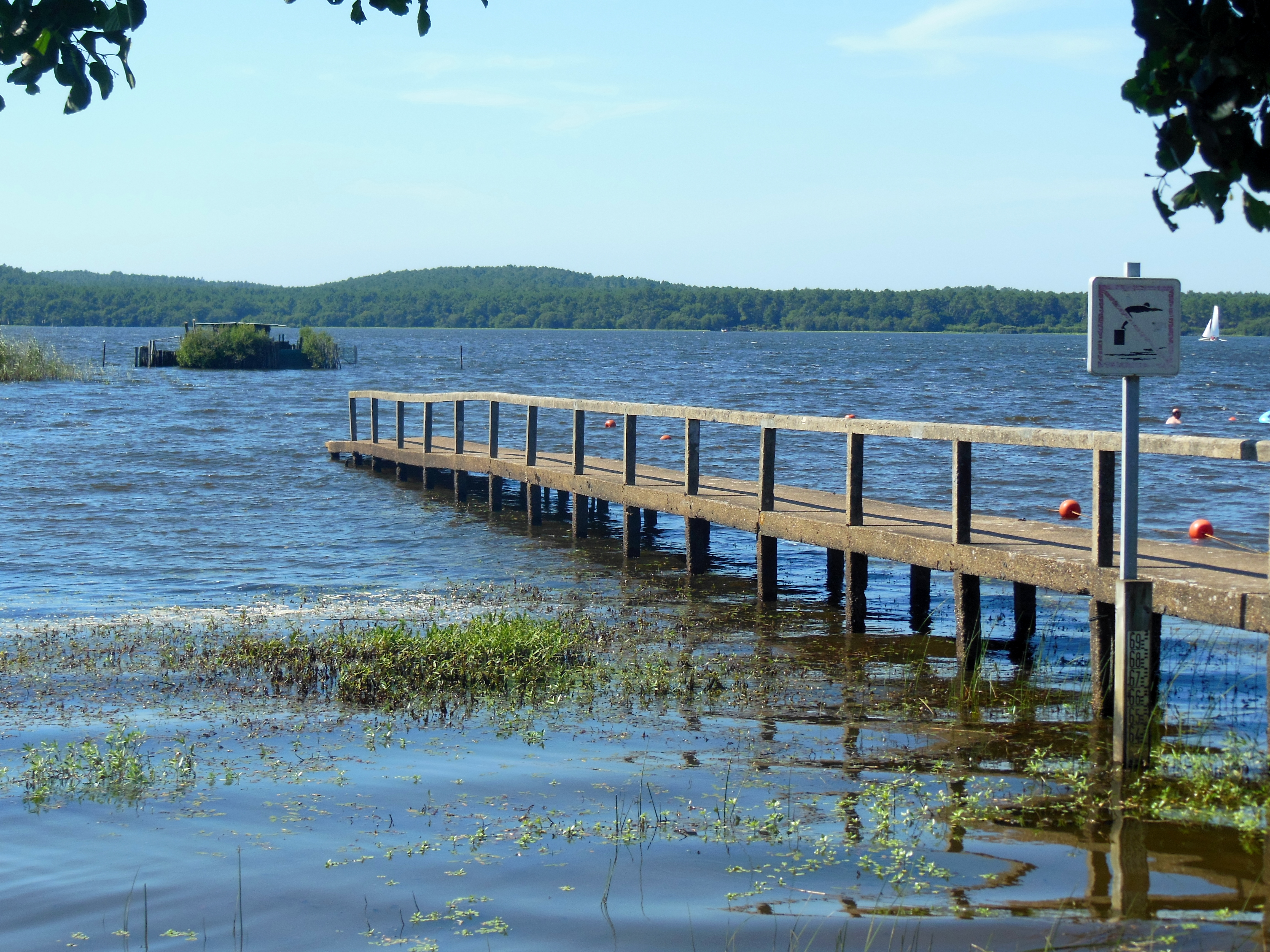
Ponton en béton édifiée par le duc de Westminster sur le lac d'Aureilhan pour embarquer sur le bateau le conduisant à son château de Woolsack, sur la berge opposée
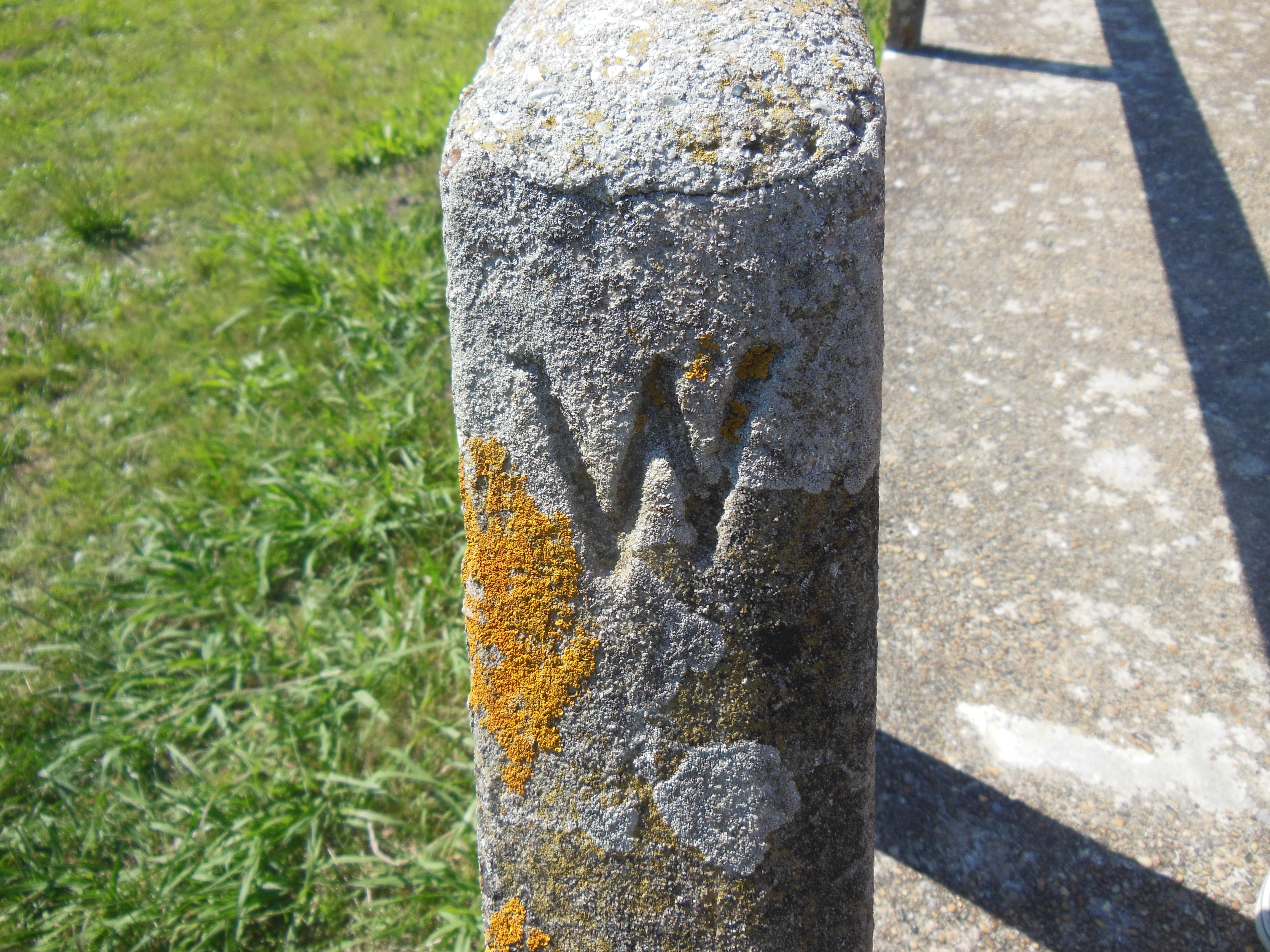
« W », initiale de Westminster / Woolsack, gravée sur la rampe du ponton

## Dynamique naturelle et action de gestion

### Un ensablement rapide
À l'image des autres grands lacs landais, l'étang d'Aureilhan est soumis à une intense dynamique d'ensablement et de comblement par les apports alluvionnaires de ses affluents. Ce phénomène est aggravé par le rythme rapide de renouvellement des eaux (en une semaine l'ensemble de l'eau est renouvelée, alors que les autres lacs, plus grands, se renouvellent en moyenne en un an pour l'étang de Parentis-Biscarrosse, et 4 ans pour le lac de Sanguinet). Cet ensablement est caractérisé par une perte de superficie et de profondeur très visible sur l'intervalle 1813-2013.

### Action de gestion
Face à cette dynamique, les collectivités et les autorités gestionnaires (Syndicat mixte Géolandes) ont mis en place une stratégie en deux volets, l'un préventif, par la mise en place de bassin de dessablement, l'autre curatif, par la pratique régulière du dragage.

#### Action préventive
Mis en place dès la création du Syndicat mixte en 1988, les bassins de dessablement sont placés en amont des cours d'eau alimentant l'étang, afin de ralentir la vitesse d'écoulement des eaux et de permettre le dépôt des alluvions. Diverses mesures sont prises en parallèle comme l'élargissement de l'embouchure au triple de sa largeur naturelle, ainsi qu'un surcreusement de 1,5 m en aval des seuils. L'ensemble des ouvrages est complété d'une piste d'accès pour que les engins motorisés puissent effectuer l'enlèvement de l'apport sédimentaire. Pour l'étang d'Aureilhan, un ouvrage de ce type a été réalisé sur le Canteloup, un ruisseau tributaire de l'étang (à proximité de Pontex-les-Forges). On estime que l'ensemble des bassins de dessablement a permis de sauvegarder 3180 m2 de surface depuis leur mise en place à la fin des années 1990. 

#### Action curative
Ces actions ont été réalisées à des intervalles réguliers, notamment en 2005 et 2006. La méthode utilisée, le dragage hydraulique, consiste à prélever une quantité importante d'eau du courant de Sainte-Eulalie et l'injecter sur des zones au sud et sud-ouest (où l'ensablement est maximal) et diriger ce flux vers des canalisations artificielles débouchant sur une lagune aménagée de 13 ha située au nord de l'étang. Le passage de l'eau par cette lagune permet d'allonger le temps de séjour de l'eau et faciliter ainsi la décantation de la charge sédimentaire dissoute. Une fois l'eau décantée, celle-ci est réinjectée dans le courant de Sainte-Eulalie.

## Intérêt écologique
En France métropolitaine, les zones humides ne couvrent que 3 % du territoire mais hébergent un tiers des espèces végétales remarquables ou menacées, la moitié des espèces d'oiseaux et la totalité des amphibiens et poissons d'eau douce. Ce sont des lieux d'abri, de nourrissage et de reproduction pour de nombreuses espèces, indispensables à la reproduction des batraciens. Elles constituent des étapes migratoires, des lieux de reproduction et d'hivernage pour de nombreuses espèces d'oiseaux.

### Classement
Les 331,723 1 ha de l'étang d'Aureilhan sont site classé par arrêté du 20 avril 1964 pour leur caractère paysager, de même que les 281,352 ha de ses abords, par arrêté du 18 juillet 1978. Les 22 ha de la rive sud ouest de l'étang font l'objet d'un inventaire ZNIEFF de type 1 en 1984. L'étang est également constitutif du site Natura 2000 (SIC/pSIC) « Zones humides de l'arrière dune du Pays de Born et de Buch ».

### Espèces végétales
Plantes hélophytes
Baldingère, carex, écuelle d'eau, equisetum, gaillet des marais, hibiscus, iris des marais, jussie, lysimaque, menthe aquatique, millepertuis, morelle, myosotis scorpioides, nénuphar jaune, osmonde royale, phragmite, prêle des marais, renouée persicaire, rorippe, salicaire, toque bleue, trèfle d'eau.
Plantes hydrophytes
Cornifle submergé, lagarosiphon, mors de grenouille, myriophylle du Brésil, potamot crépu, potamot natans, potamot perfolié, utriculaire.
Parmi elles, on doit noter la présence de plantes exotiques, venant du continent américain et provenant des aquariums, telles que la jussie, le myriophylle, etc. Ces plantes invasives menacent aujourd'hui la biodiversité des étangs et des cours d'eau.

### Espèces animales
Poissons
On dénombre dix-sept espèces de poissons, parmi lesquelles la carpe, l'anguille, des brochets (dont potentiellement le brochet aquitain), la perche, le silure et le sandre.

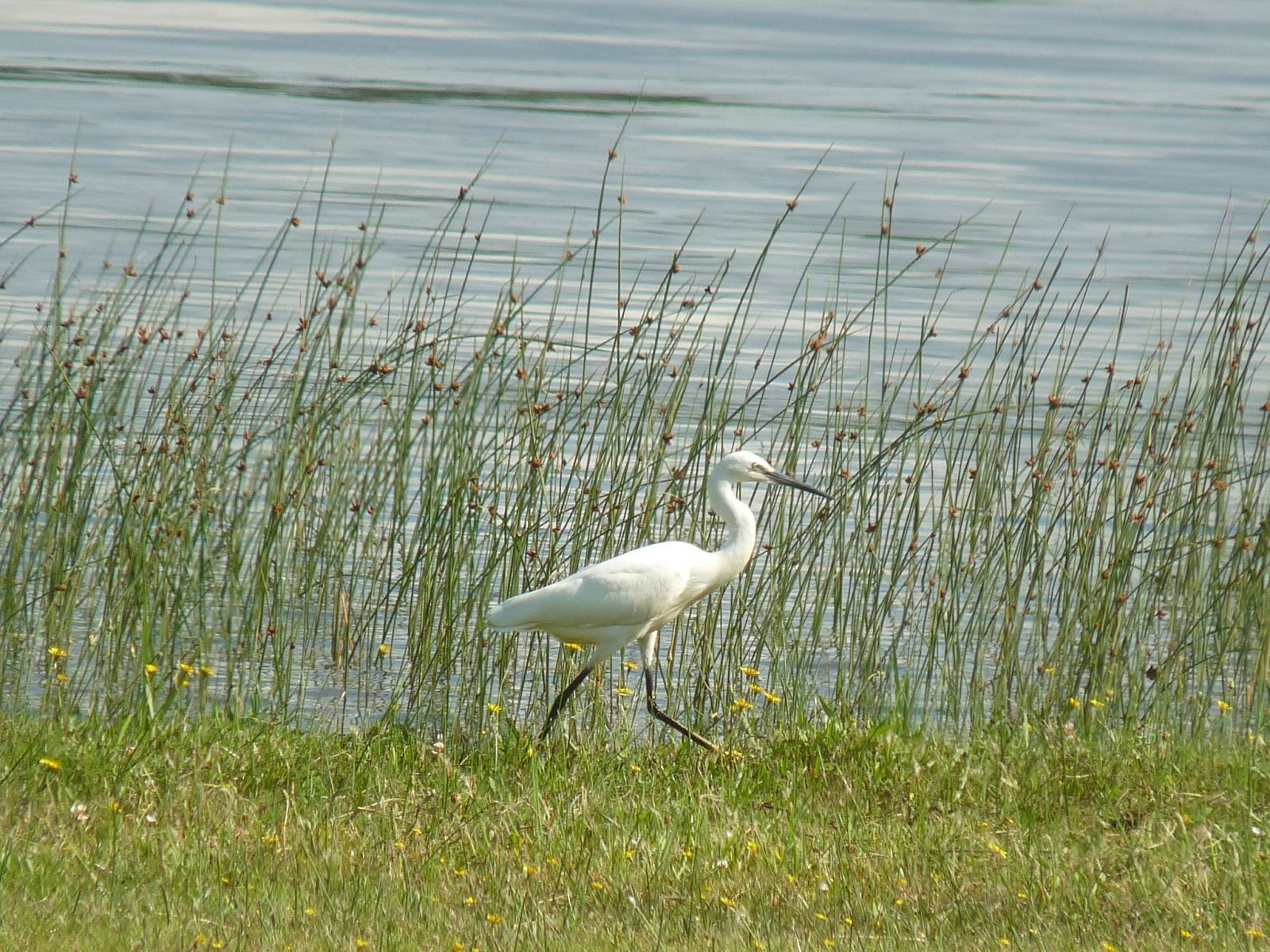
Aigrette garzette
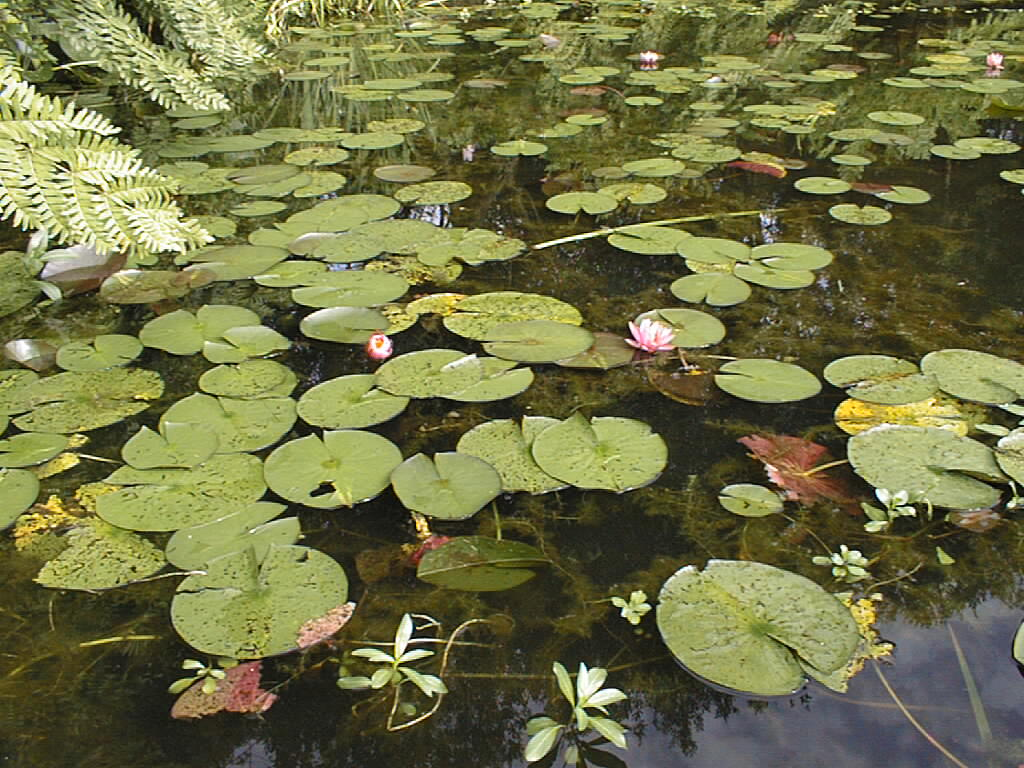
Nénuphars
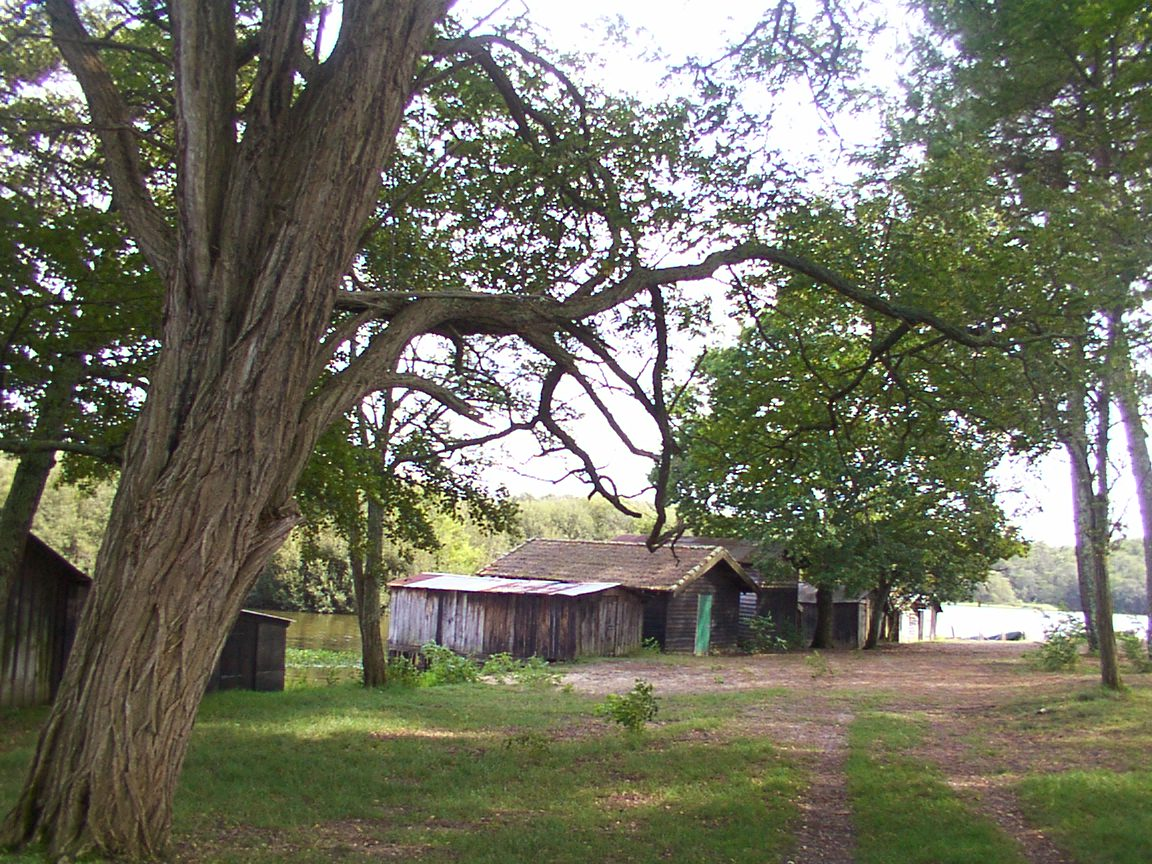
Cabanes à bateaux
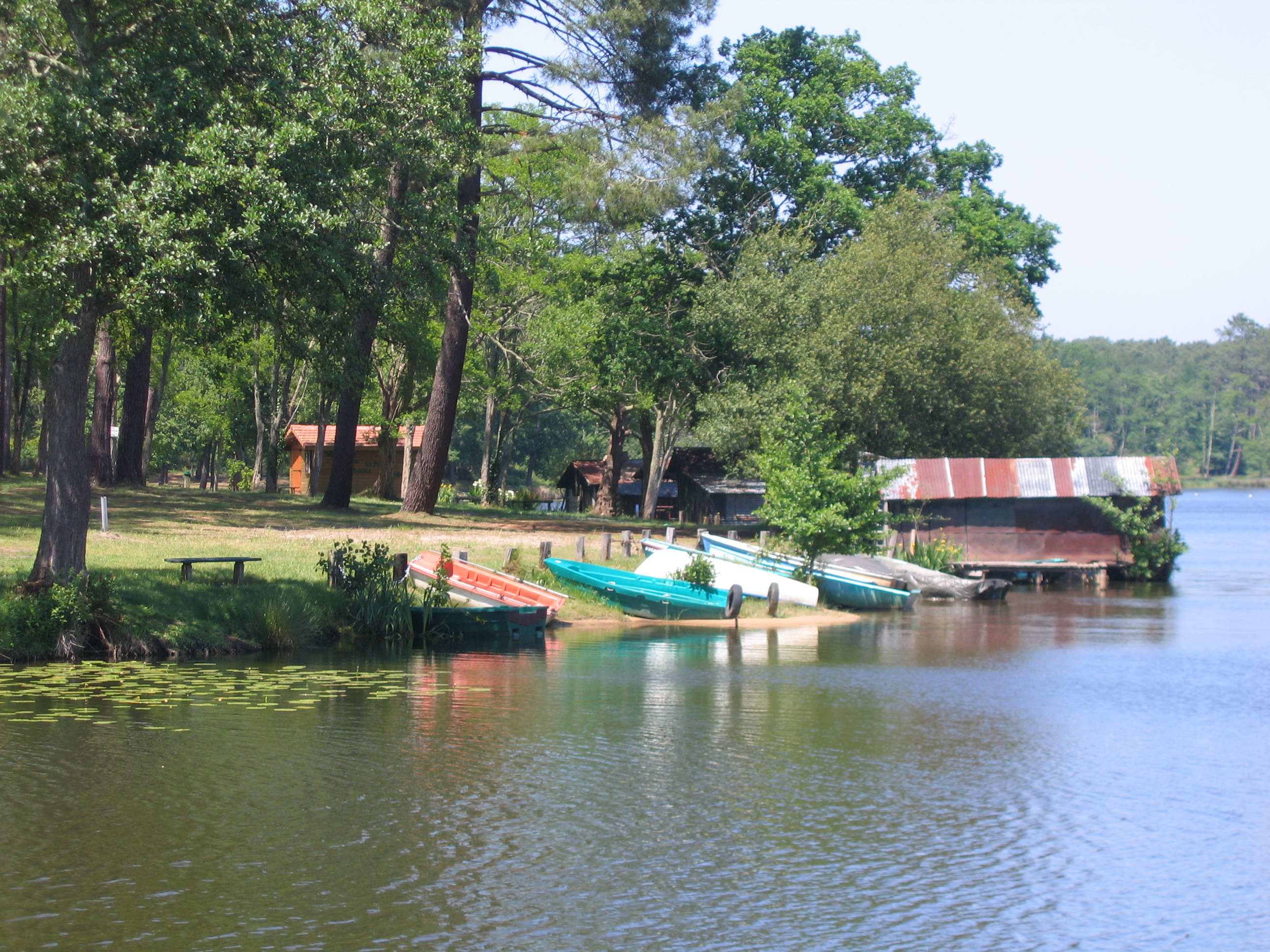
Barques sur berge
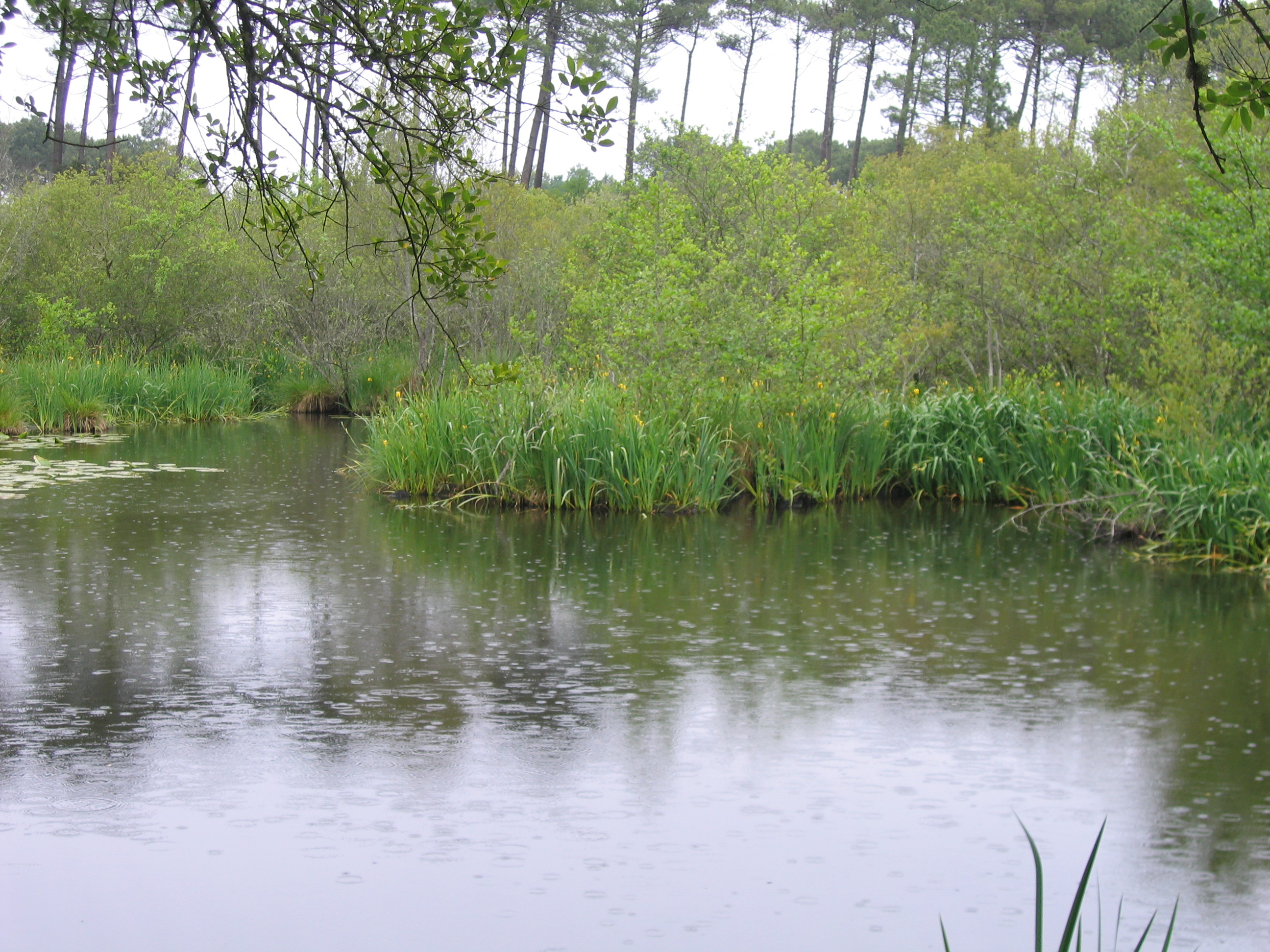
Étang d'Aureilhan par temps de pluie